# Minamdang
Minamdang (en hangul, 미남당-사건수첩; romanización revisada, Minamdang: Sageonsucheob), es una serie de televisión surcoreana que se estrenará en mayo de 2022 a través de la KBS2.
La serie está basada en la novela web Minamdang: Case Note de Jung Jae-han (정재한).

## Sinopsis
La serie sigue los misteriosos eventos experimentados por un experfilador que se convirtió en chamán y sus colegas. También cuenta la historia de un café sospechoso llamado Minamdang y los clientes que lo visitan.

## Reparto

### Personajes principales
- Seo In-Guk como Nam Han-joon, un apuesto perfilador convertido en estafador que tiene espléndidas habilidades para hablar.[2][3]
- Oh Yeon-seo como Han Jae-hee, una detective de homicidios de tercer año que es justa, alegre y peculiar.[4]

### Personajes secundarios
- Kwak Si-yang como Gong Soo-cheol, un amable y adorable barista de "Minamdang" durante el día y detective de crímenes violentos por la noche.[5]
- Kang Mi-na como Nam Hye-joon, la hermana menor de Nam Han-joon, así como la ex as del Servicio Nacional de Inteligencia de Corea del Sur (NIS). Es una joven con una personalidad despreocupada y tranquila, que odia la injusticia y a las personas que actúan de manera grosera.
- Kwon Soo-hyun como Cha Do-won, un miembro del departamento de asuntos penales de la Fiscalía del Distrito Oeste, quien proviene de una familia extremadamente rica, pero que esconde algo detrás de su sonrisa amistosa.
- Jung Ha-joon como Na Kwang-tae, un joven detective novato.
- Baek Seo-hoo como Jonathan, un empleado de medio tiempo en Minamdang.[6]
- Jung Man-sik como Jang Doo-jin, un detective veterano de quince años.[7]
- Jung Da-eun como Im, una chamana.[8]
- Woo Jung-won como la psiquiatra Jung Hye-yoon (ep. 15-16).[9]

### Apariciones especiales
- Song Jae-rim como Han Jae-jung, el hermano de Jae-hee.[10]

## Episodios
La serie está programada para su lanzamiento en KBS2 durante la primera mitad de 2022.

## Producción
La serie se basa en una novela web titulada Minamdang: Case Note del escritor Jung Jae-ha, que se serializó en KakaoPage y ganó el gran premio en el concurso de novelas web de la plataforma.
La primera lectura de guion del elenco se llevó a cabo el 19 de noviembre de 2021, mientras que la fotos fueron publicadas en abril de 2022.
El 29 de marzo de 2022, la agencia del actor Seo In-guk anunció que había dado positivo para COVID-19 por lo que se habían detenido las filmaciones como medida de prevención.